# Freienwil
Freienwil est une commune suisse du canton d'Argovie, située dans le district de Baden.